# روز نویسنده زندانی
روز نویسنده زندانی یک روز بین‌المللی و سالانه است برای به رسمیت شناختن و حمایت از نویسندگانی که در برابر سرکوب حقوق اساسی بشر برای آزادی بیان مقاومت می‌کنند و در مقابل حملاتی که علیه حق آنها در انتشار اطلاعات صورت می‌گیرد، ایستادگی می‌کنند. این روز هر سال در ۱۵ نوامبر برگزار می‌شود. این روز در سال ۱۹۸۱ توسط کمیته نویسندگان در زندان انجمن جهانی قلم شروع به کار کرد.
این روز همچنین برای بزرگداشت همه نویسندگان کشته شده از روز نویسنده زندانی سال قبل است. بین ۱۵ نوامبر ۲۰۰۷ تا ۱۵ نوامبر ۲۰۰۸، حداقل ۳۹ نویسنده از سراسر جهان در شرایطی که به نظر می‌رسید مرتبط با حرفه آنها بود کشته شدند.

## نویسندگان برجسته شده سال‌های قبل
۲۰۲۰
- صدیقه وسمقی؛ نویسنده ایران[۲]
- عثمان کاوالا
- پائولا اوگاز
- کاکونزا روریکاباشیجا

۲۰۱۳
- کنچوک تسفل گوپی تسانگ ; نویسنده اینترنتی و ویرایشگر وب سایت، چین - تبت
- دینا مزا؛ مدافع حقوق بشر و روزنامه‌نگار، هندوراس
- زهرا رهنورد ; نویسنده و فعال سیاسی ایران
- رادنی سیه؛ بنیانگذار روزنامه، ناشر و سردبیر، لیبریا
- فاضل بگو ; نویسنده، آهنگساز و نوازنده، ترکیه

۲۰۱۲
- محرم اربی؛ وکیل و نویسنده حقوق بشر، ترکیه
- شیوا نظر آهاری ; روزنامه‌نگار، فعال و وبلاگ نویس؛ ایران
- اریکسون آکوستا، شاعر، ترانه‌سرا و فعال، فیلیپین
- اسکیندر نگا؛ روزنامه‌نگار و وبلاگ نویس، اتیوپی
- رجینا مارتینز؛ روزنامه‌نگار، مکزیک

۲۰۱۱
- عبدالجلیل السنگچه؛ وبلاگ نویس و مدافع حقوق بشر، بحرین
- ریوت آلمو؛ روزنامه‌نگار مخالف، اتیوپی
- ندیم سنر و احمد شیک ; نویسندگان در زندان، ترکیه
- سوزانا چاوز کاستیلو؛ شاعر و مدافع حقوق بشر، مکزیک
- تاشی ربتن (با تخلص Te'urang); نویسنده مخالف، تبت

۲۰۱۰
- رابرت مینتیا؛ سردبیر روزنامه، کامرون
- حسین درخشان ; وبلاگ نویس، ایران
- بلادیمیر آنتونا (نام کامل خوزه بلادیمیر آنتونا گارسیا)؛ گزارشگر جنایی، مکزیک
- تل الملوحی؛ وبلاگ نویس و شاعر، سوریه
- دیلمرود سعیدوف؛ روزنامه‌نگار، ازبکستان

۲۰۰۹
- لاپیرو دی امبانگا؛ خواننده و ترانه‌سرا، کامرون
- لیو شیائوبو؛ نویسنده مخالف، چین
- مازیار بهاری; روزنامه‌نگار، تدوینگر، نمایشنامه نویس و فیلمساز، ایران
- میگل آنخل گوتیرز اویلا؛ انسان‌شناس، نویسنده و فعال، مکزیک
- ناتالیا استمیرووا؛ روزنامه‌نگار و مدافع حقوق بشر، روسیه

۲۰۰۸
- عین‌الله فتح‌الله اف؛ روزنامه‌نگار، آذربایجان
- ملیسا هینوستروزا؛ دانشجو و شاعر، پرو
- محمد صدیق کبودوند; روزنامه‌نگار، ایران
- تسرینگ ووزر; نویسنده و شاعر، چین
- نویسندگان، بازیگران و خدمه کروکودیل زامبزی ; زیمبابوه

۲۰۰۷
- نورماندو هرنانز گونزالس؛ روزنامه‌نگار، کوبا
- جمشید کریم‌اف؛ روزنامه‌نگار، ازبکستان
- فاتو جو منه؛ روزنامه‌نگار، گامبیا
- یعقوب یادعلی; رمان‌نویس، ایران
- زارگانا ماونگ تورا؛ شاعر و کمدین، برمه

۲۰۰۶
- هرانت دینک؛ سردبیر روزنامه ترکیه
- وسنسگد گبرکیدان؛ روزنامه‌نگار، اتیوپی
- لیدیا کاچو ; نویسنده، مکزیک
- یانگ شیائوکینگ؛ روزنامه‌نگار اینترنتی، چین

۲۰۰۵
- اورهان پاموک ; نویسنده، ترکیه
- شی تائو؛ شاعر و فعال، چین
- رؤیا طلوعی ; نویسنده و فعال حقوق زنان، ایران
- پل کامارا؛ روزنامه‌نگار، سیرالئون
- ویکتور رولاندو آرویو؛ روزنامه‌نگار، کوبا

۲۰۰۴
- امیرعباس فخرآور؛ نویسنده، ایران
- راخیم اسنوف؛ نویسنده، ترکمنستان
- گای آندره کیفر؛ روزنامه‌نگار، ساحل عاج
- روبرتو خاویر مورا گارسیا، فرانسیسکو اورتیز فرانکو و فرانسیسکو آرراتیا سالدیرنا. روزنامه نگارانی که در مکزیک به قتل رسیدند